# Sindre Ulven Jørgensen
Sindre Ulven Jørgensen (* 13. Januar 2002 in Asker) ist ein norwegischer Skispringer.

## Werdegang
Jørgensen debütierte Ende 2019 in Notodden im FIS Cup und erreichte zwei Jahre später am selben Ort mit einem 11. Platz sein bestes Ergebnis in dieser Wettkampfserie.
Er gehörte zur norwegischen Auswahl für die Junioren-WM 2022 und holte mit der Mannschaft Silber. Im Einzel wurde er 20. Unmittelbar danach nahm Jørgensen in Zakopane auch erstmals am Continental Cup teil. Am 4. März 2023 sprang er in Iron Mountain mit einem achten Rang erstmals unter die besten Zehn.
Im Rahmen der Raw Air 2023 qualifizierte sich Jørgensen in Vikersund mit einem 25. Platz und ließ dabei namhafte Springer wie Piotr Żyła und Andreas Wellinger hinter sich. Im Wettbewerb wurde er jedoch disqualifiziert.
Am 29. Juli 2023 gab der Norweger sein Debüt im Grand Prix und holte am darauf folgenden Tag Punkte.

## Statistik

### Weltcup-Platzierungen
| Saison  | Platz | Punkte |
| ------- | ----- | ------ |
| 2023/24 | 47.   | 042    |

### Grand-Prix-Platzierungen
| Saison | Platz | Punkte |
| ------ | ----- | ------ |
| 2023   | 059.  | 020    |
| 2024   | 061.  | 018    |

### Continental-Cup-Platzierungen
| Saison  | Platz | Punkte |
| ------- | ----- | ------ |
| 2021/22 | 129.  | 016    |
| 2022/23 | 039.  | 176    |
| 2024/25 | 017.  | 403    |